# 手持投射機

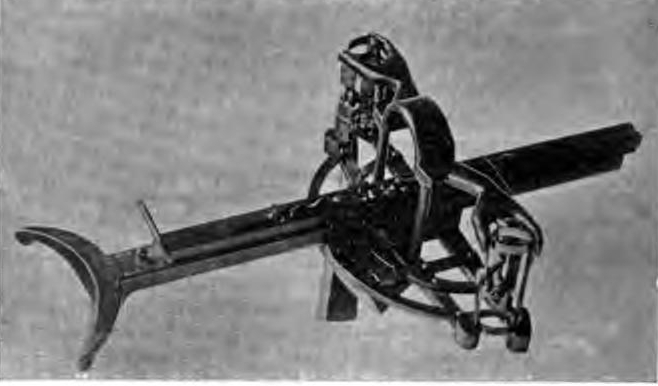
手持投射機的複製品

手持投射機或稱扭力弩（希臘語：χειροβαλλίστρα，羅馬化：cheiroballistra），是一種利用扭转弹力发射抛射物的远射武器，主要部件由金屬所製，由亞歷山卓亞的希羅所設計。扭力弩相当于縮小到可供單兵使用的投射機，發射的弩箭比一般投射機小，通常由金屬製作。

## 外部連結
- Article on ballista (shown), scorpio and cheiroballistra
- Reconstructing the cheiroballistra (archive)
- Drawing (archive)
- Greco-Roman artillery